# Monopis hypochrysa
Monopis hypochrysa är en fjärilsart som beskrevs av Diakonoff 1955. Monopis hypochrysa ingår i släktet Monopis och familjen äkta malar. Inga underarter finns listade i Catalogue of Life.